# José María Saravia y Jáuregui
José María Saravia y Jáuregui fue un militar y político salteño que luchó en la Guerra gaucha y alcanzó la gobernación interina de su provincia en dos oportunidades.

## Biografía
José María Saravia y Jáuregui nació en la ciudad de Salta a fines del siglo XVIII, hijo de José de Saravia y Aguirre y de Martina Jáuregui.
Como su padre y hermanos participó de la guerra de Independencia de la Argentina a las órdenes de Martín Miguel de Güemes. En 1819 fue ascendido a teniente de los Coraceros de Salta, retirándose del servicio al concluir la guerra.
En noviembre de 1831 la Legislatura lo eligió gobernador de la provincia de Salta al enterarse de la derrota sufrida por Gregorio Aráoz de Lamadrid en la Batalla de La Ciudadela, pero Saravio no aceptó el cargo.
Tras la revolución de Castañares, encabezada por Manuel Puch y Napoleón Güemes contra el gobernador coronel Pablo Latorre, fue nombrado gobernador provisorio el 21 de octubre de 1832. Derrotado Puch en la batalla de Pulares por Latorre, auxiliado por el gobernador de la provincia de Tucumán Alejandro Heredia, el 8 de noviembre Saravia dejó el cargo.
Depuesto Latorre mientras enfrentaba la invasión de los jujeños que luchaban por su autonomía, Saravia se convirtió nuevamente en gobernador el 10 de diciembre de 1834, aunque solo por ese día. Dejando al frente de la gobernación a Santiago López Carbajal, se puso al frente de las fuerzas salteñas que conjuntamente con las de Tucumán y Jujuy derrotaron al ejército de Latorre en la batalla de Castañares.
Había casado con Bernarda Díaz de Zambrano y Saravia.